# هامور مخطط الصدر
هامور مخطط الصدر (الاسم العلمي Epinephelus faveatus)، نوع سمك من الهامور وفصيلة القرفصية. أعطانه البحار الاستوائية ومن بين تلك الأعطان بحر تايلاند.